# 6487 Tonyspear
6487 Tonyspear è un asteroide areosecante. Scoperto nel 1991, presenta un'orbita caratterizzata da un semiasse maggiore pari a 2,3574256 UA e da un'eccentricità di 0,3048233, inclinata di 21,26788° rispetto all'eclittica.
L'asteroide è dedicato allo statunitense Anthony Spear, direttore della missione Mars Pathfinder nel 1996.